# Ягодное (Новозыбковский район)
Ягодное — поселок в Новозыбковском городском округе Брянской области.

## География
Находится в западной части Брянской области на расстоянии приблизительно 13 км на север по прямой от районного центра города Новозыбков на левом берегу реки Ипуть.

## История
В 1859 году здесь (хутор Ягодный Суражского уезда Черниговской губернии)) было учтено 8 дворов, в 1892-23. На карте 1941 года здесь показано поселение с 46 дворами. До 2019 года входил в состав Халеевичского сельского поселения Новозыбковского района до их упразднения.

## Население
Численность населения: 63 человека (1859 год), 296 (1892), 50 человек в 2002 году (русские 96 %), 24 в 2010.